# Une épouse trop parfaite
Pour les articles homonymes, voir Dream Lover.
Pour plus de détails, voir Fiche technique et Distribution.
Une épouse trop parafaite (titre original : Dream Lover) est un film américain réalisé par Nicholas Kazan, présenté en octobre 1993 au Mifed à Milan et sorti en salles aux États-Unis le 6 mai 1994.

## Synopsis
Récemment divorcé, Ray rencontre Léna, et l'épouse. Le comportement de son épouse devenant inquiétant, Ray devient paranoïaque et brutalise Léna qui le fait enfermer pour folie. Quand elle vient le visiter, il profite de sa supposée folie pour la tuer.

## Fiche technique
- Titre : Une épouse trop parfaite
- Titre original : Dream Lover
- Réalisation : Nicholas Kazan
- Scénario : Nicholas Kazan
- Musique : Christopher Young
- Producteur : Tim Clawson
- Sociétés de production : PolyGram Filmed Entertainment, Propaganda Films, Nicita/Lloyd Productions, Edward R. Pressman Film
- Sociétés de distribution : Gramercy Pictures, Metro-Goldwyn-Mayer
- Pays de production :  États-Unis
- Langues : anglais, allemand
- Format : Couleur — 35 mm — 1,85:1 — Dolby Stereo
- Genre : Film dramatique, >Film d'aventure, Film d'action, Film érotique, Thriller
- Durée : 103 minutes (non-censuré 108 minutes)
- Dates de sortie : 
  - Italie : octobre 1993 (Mifed, Milan)
  - États-Unis : 6 mai 1994
  - Turquie : 16 septembre 1994
  - Royaume-Uni : 11 novembre 1994
  - Portugal : 23 décembre 1994

## Distribution
- James Spader : Ray
- Madchen Amick : Lena
- Larry Miller : Norman
- Bess Armstrong : Elaine